# Zvířátka a loupežníci
Zvířátka a loupežníci je dětská opera – autoři ji označují jako „veselá zpívaná pohádka“ – o pěti obrazech pro dětský sbor. Napsal ji český skladatel Otmar Mácha na text muzikologa, kritika a publicisty Vladimíra Šefla.
Děj opery je zpracováním známé pohádky Zvířátka a Petrovští, přesněji řečeno jeho základem je básnické zpracování Františka Hrubína, jež Mácha již dříve roku 1979 zhudebnil v podobě melodramu. Opera se dělí na pět obrazů – „Večerní prolog“, „Vzbouření“, „Cesta do světa“, „Loupežnický mariáš“ a „Ranní epilog“. Skladatel ji napsal pro Kühnův dětský sbor, který – pod vedením sbormistra Jiřího Chvály – ji také poprvé provedl v rámci festivalu Pražské jaro 1. června 1986, tj. na Mezinárodní den dětí. Režii měl tehdy Ota Koval a výpravu v duchu ilustrací Josefa Lady navrhl Vladimír Soukenka. Instrumentální doprovod opery tvoří jen klavír a velký buben (o premiéře hráli Jiří Holeňa a Eliška Linhartová).
Kühnův dětský sbor uvedl Zvířátka a loupežníky (spolu s dětskou operou Jiřího Tymla Císařovy nové šaty) rovněž na festivalu Smetanova Litomyšl roku 2007.